# Dolichopoda euxina
Dolichopoda euxina är en insektsart som beskrevs av Semenov 1901. Dolichopoda euxina ingår i släktet Dolichopoda och familjen grottvårtbitare. Inga underarter finns listade i Catalogue of Life.